# Ana Lira

Nome completo: Ana Lira
Nascimento: 11 de dezembro de 1977 (46 anos)
Caruaru (PE), Brasil
Nacionalidade: Brasileira
Ocupação: artista visual e sonora, rádio artista, fotógrafa, curadora, pesquisadora independente, escritora e editora baseada no Brasil.

Ana Lira (Caruaru – PE, 11 de dezembro de 1977), artista visual e sonora, rádio artista, fotógrafa, curadora, pesquisadora independente, escritora e editora baseada no Brasil.

## Biografia
Nasceu no município de Caruaru – PE, a 135,5 km da capital, em dezembro de 1977. Graduou-se em jornalismo pela Universidade Católica de Pernambuco (UNICAP), é especialista em Jornalismo Cultural com ênfase em Teoria e Crítica da Cultura, Crítica Fotográfica e Artes pela Universidade Federal de Pernambuco (UFPE). Morou por mais de 40 anos em Recife, onde ainda reside sua família, e vive desde 2022 no Rio de Janeiro, onde trabalha com diversas expressões e práticas culturais. 

## Exibições
Exibiu trabalhos em Dos Brasis – Arte e Pensamento Negro, Sesc Belenzinho, São Paulo (2023) e Sesc Quitandinha, Petrópolis, Rio de Janeiro, em 2024, Encruzilhadas da Arte Afro-Brasileira, no CCBB São Paulo (2023) e no CCBB BH (2024), Outros Outros, Palácio das Artes, Belo Horizonte, MG (2023) e Câmera Sete – Casa da Fotografia de Minas Gerais, Tiradentes, MG (2023); Nos traquejos do tempo [vibração um], MAM Rio, Rio de Janeiro (2022); Reflorestar corpos, reencantar territórios, Sesc Barra Mansa, Rio de Janeiro (2022); Necrobrasiliana, Fundação Joaquim Nabuco, Recife (2022) e Museu Paraense, Curitiba, Paraná (2022), Das Coisas Políticas e as Políticas das Coisas – MAMAM, Recife – PE (2022), Por um sopro de fúria e esperança – MuBE – São Paulo – SP (2021), Somos aquelas que permeiam o abismo em busca das frestas – Instituto Tomie Ohtake – São Paulo – SP (2021),  Desejos Pessoais, Pulsões Coletivas - Museu Casa das Onze Janelas. Belém – PA (2021), Acervo 01 – MauMau Galeria – Recife – PE (2021), Língua Solta – Museu da Língua Portuguesa – São Paulo – SP (2021), Bienal 12 (Bienal do Mercosul, Porto Alegre, Brasil, 2020), Four Flags (Brasil, Amsterdã, 2020), Devenires (Cidade do México, México, 2020); Narrativas em Processo: Livros de Artista na Coleção Itaú Cultural (Recife, MAMAM, 2019); Livro Livre (Arles, France, 2019); Manjar: para habitar liberdades (Rio de Janeiro, Solar dos Abacaxis, 2019); 36º Panorama da Arte Brasileira (São Paulo, MAM, 2019); À Nordeste (Sesc 24 de Maio, São Paulo, 2019); Entremoveres (Nacional Trovoa, Museu da Abolição, Recife, 2019), Não-Dito (CAL,Brasília, 2019; CCBEU, Prêmio Funarte de Arte Contemporânea, Belém, 2017; CCI, Recife, 2015); Os da Minha Rua (MAB, Recife, 2018), Arte Democracia Utopia (MAR, Rio de Janeiro, 2018-2019) com o coletivo Amò, Atos de Mover (Galeria Capibaribe - Recife - 2018); Devires (Salvador, Bahia, Goethe Institut, 2018), Realidades da Imagem Histórias da Representação - 9o Prêmio Diário Contemporâneo de Fotografia (Museu do Estado do Pará, Belém, Pará, 2018), As Bandeiras da Revolução: Pernambuco 1817-2017 (Galeria Massangana, Política da Arte, Fundaj, Recife, 2017), Agora Somos Todxs Negrxs? (VideoBrasil, São Paulo, 2017), Antilogias: o fotográfico na Pinacoteca (Pina, São Paulo, 2017); na ação coletiva Aparelhamento (São Paulo - 2016); Fotos Contam Fatos (Galeria Vermelho, São Paulo - 2015/2016); na 31ª Bienal Internacional de Arte de São Paulo (São Paulo, 2014) e nas itinerâncias no Palácio das Artes, Belo Horizonte - 2015 / Museu de Serralves, Porto, Portugal, 2015/2016); no programa Raízes e Asas (SESC VITRINE, Sesc Santana, São Paulo, 2015); no Festival Internacional de Fotografia de Porto Alegre (Fest Foto Poa, Margs, 2015); na exposição Marés(Sesc Sergipe, Aracaju, 2013 - Trotamundos Coletivo); e na coletiva Linguagens 2008 (Museu do Estado de Pernambuco, Recife, 2008).

## Publicações
Publicou os livros de artista Danço entre fluxos do tempo para encontrar teu vibrar (2021), Mandalla (Retratografia, Recife - 2019); Terrane (Retratografia, Recife - 2018) e os e-books Terrane e Avise que está tudo bem (Retratografia, Recifem - 2022) - projeto elaborado em diálogo com Cláudia Oliveira, Lourdes da Silva e Luzia Simões); Voto (Pingado Près, 2014 - 1ª edição; 2015 - 2ª edição, trilíngue). Publicou trabalhos na série Pretexto, da Tenda de Livros; no Jornal de Borda (Edições 02 e 03), da Ediciones Costeñas/Tenda de Livros; e Linguagens 2008. 

## Ligações Externas
Prêmio Pipa
Revista ZUM
Chama
Chama
EhCho
Poéticas da Diáspora Negra - Contemporary And América Latina
CHAMA - Continente Online
Revista Omenelick 2 Ato
Cadernos de Subjetividade
Contemporary And América Latina
Delfina Foundation
Despina
Somos um terreno permeado de Revista Outros Críticos
Prêmio Diário Contemporâneo
Inclusartiz
Porto Iracema das Artes
Mulheres Artistas: Ana Lira do Recife
Funarte Não-Dito
TV Cultura Online
Voto 31 Bienal de São Paulo
Artista transforma lixo eleitoral em arte
Voto Pingado Prés